# محمدآباد گائینی
محمدآباد گائینی روستایی در دهستان باقرآباد (جعفرآباد) در شهرستان جعفرآباد استان قم است. گائینی نام طایفه ای لر و لر زبان میباشد.